# Beperkte rationaliteit
Beperkte rationaliteit of begrensde rationaliteit is rationaliteit van de mens in besluitvorming waarbij er rekening wordt gehouden met de beperkte beschikbaarheid van informatie, cognitieve beperkingen en de beperkte tijd om tot een besluit te komen. Herbert Simon introduceerde het begrip in 1955. Hij formuleerde een aantal axioma's ter beschrijving van besluitvormingstheorie. Deze axioma's of proposities zijn:
1. de mens kan onmogelijk alle alternatieven voor een beslissing kennen;
2. de alternatieven die hij kent, kan hij niet alle simultaan vergelijken. Hij doorloopt eerst een sequentieel zoekproces, waardoor hij de alternatieven een voor een beschouwt en vergelijkt;
3. als gevolg van de eerste twee axioma's zal de mens niet het optimale alternatief kiezen (zoals bij volledige rationaliteit het geval zou zijn). Hij zal daarentegen het eerste voldoening gevende alternatief kiezen;
4. de mens beschikt over een set routineacties, die hij oproept zodra een herkenbaar probleem zich voordoet;
5. deze routineacties bestaan alle los van elkaar (Simon noemt dit axioma het loosely-coupled-axioma);
6. elk probleem wordt simultaan met het bestaande doel en de bestaande middelen beschouwd;
7. als gevolg van axioma's 4 en 5 zal het sequentieel zoekproces uit axioma 2 pas in werking treden als de routineacties niet meer volstaan.

Deze beschrijving van de mens staat in contrast met het rationaliteit, dat de mens als homo oeconomicus beschouwt. Beperkte rationaliteit beschouwt de mens daarentegen als homo administrativus.
In tegenstelling tot bij volledige rationaliteit is de volgorde waarin alternatieven worden overwogen bij beperkte rationaliteit wel van belang. Bij volledige rationaliteit worden alle alternatieven overwogen en kan zo tot een optimale keuze gekomen worden. Bij beperkte rationaliteit zal het zoekproces gestaakt worden bij de eerste bevredigende optie (beschikbaarheidsheuristiek).
Het nadeel van beperkte rationaliteit is daarmee dat niet noodzakelijk de optimale keuze wordt gemaakt en dat een besluit in sommige gevallen zelfs averechts kan uitwerken. Het probleem van te weinig of juist te veel informatie wordt opgelost door de vorming van een vereenvoudigd model van de werkelijkheid. Nieuwe informatie wordt op basis van dit model verwerkt en binnen die context kan een onjuiste beslissing juist lijken.
Beperkte rationaliteit heeft echter ook voordelen. Doordat niet alle alternatieven worden overwogen, wordt voorkomen dat de besluitvorming verlamt. In een omgeving waar ruimte bestaat voor onjuiste beslissingen, wegen de voordelen dan ook op tegen de nadelen.
Beperkte rationaliteit wordt vaak in verband gebracht met het logisch incrementalisme van Charles Lindblom en James Quinn.